# Viticulture au Cap-Vert

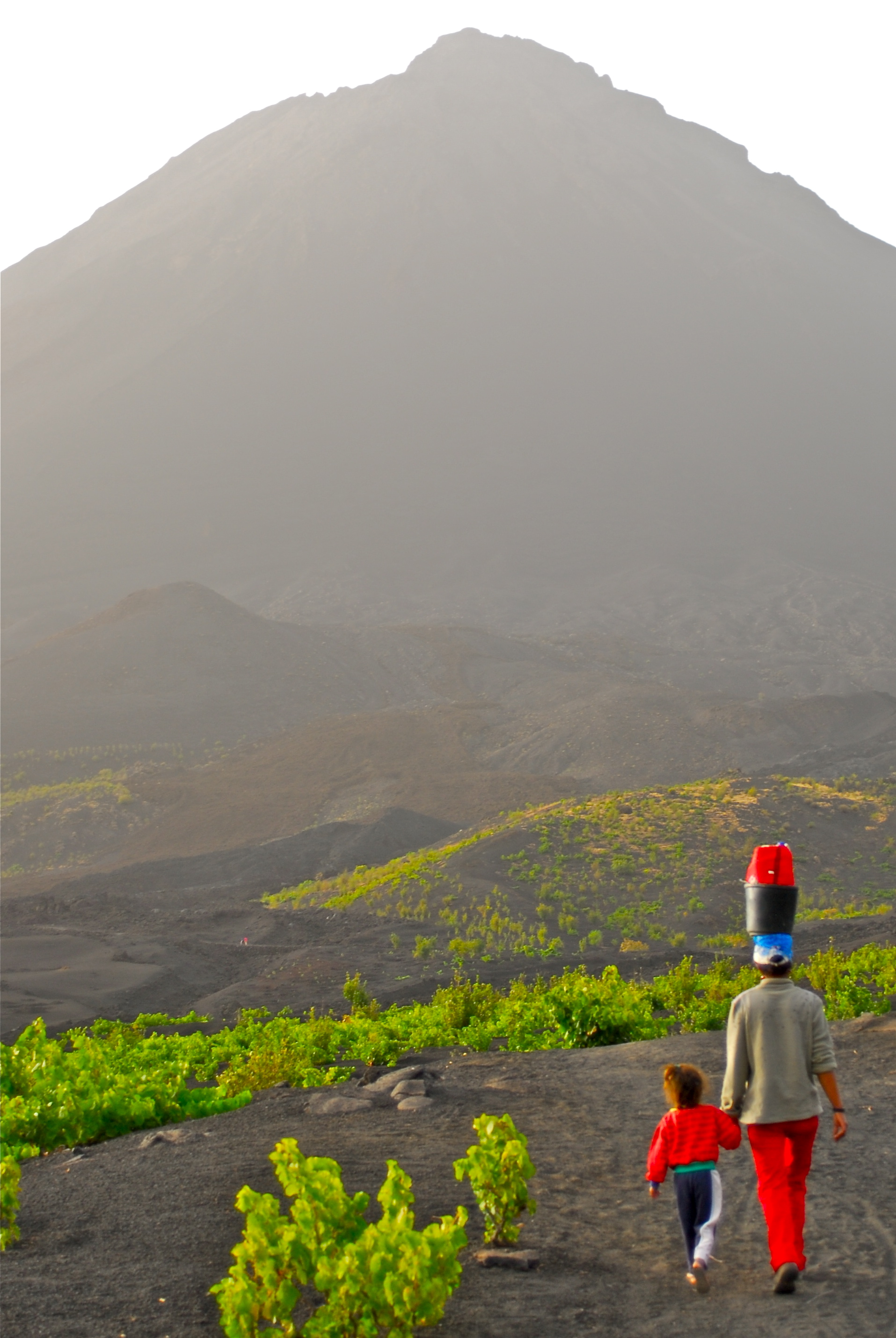
Vignes et Pico do Fogo dans la Chã das Caldeiras.

La viticulture au Cap-Vert est l'une des plus proches de l’équateur. Elle se cantonne sur l’île Fogo, dans la caldeira de Chã das Caldeiras, au pied du Pico do Fogo, un stratovolcan dont la dernière éruption a eu lieu en 2014.

## Histoire
C'est une viticulture jeune qui n'a que 120 ans de tradition vinicole. Les premiers vins furent élaborés pour l'exportation vers le Brésil et la Guinée-Bissau, qui était alors colonie portugaise comme le Cap-Vert. La labellisation des vins Chã (label rouge) est faite par l'Associação dos Agricultores de Chã avec l'aide de l'Union européenne. Il est commercialisé sous l'appellation Vinho de Fogo.

## Étymologie
L'archipel tire son nom de la presqu'île du Cap-Vert (Cabo Verde), situé au large du Sénégal, qualificatif donné en 1444 par le navigateur portugais Dinis Dias, la végétation luxuriante de ce promontoire rocheux contrastant avec l'aridité de l'arrière-pays.

## Situation géographique

### Orographie
La quasi-totalité du vignoble se trouve au centre de l'île de Fogo, dans la caldeira du Pico do Fogo, point culminant du Cap-Vert avec 2 829 mètres d'altitude

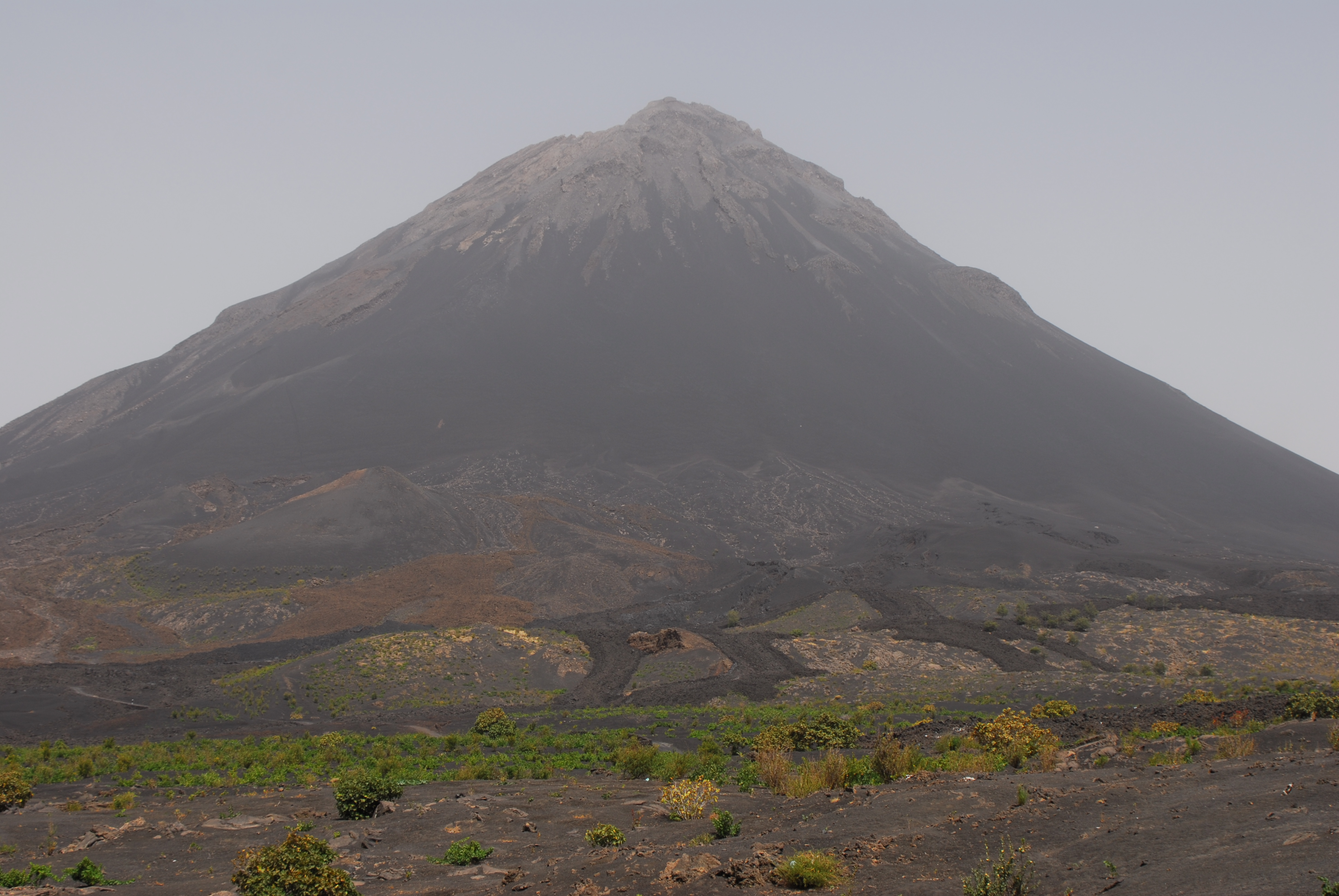
Vignoble dominé par le volcan
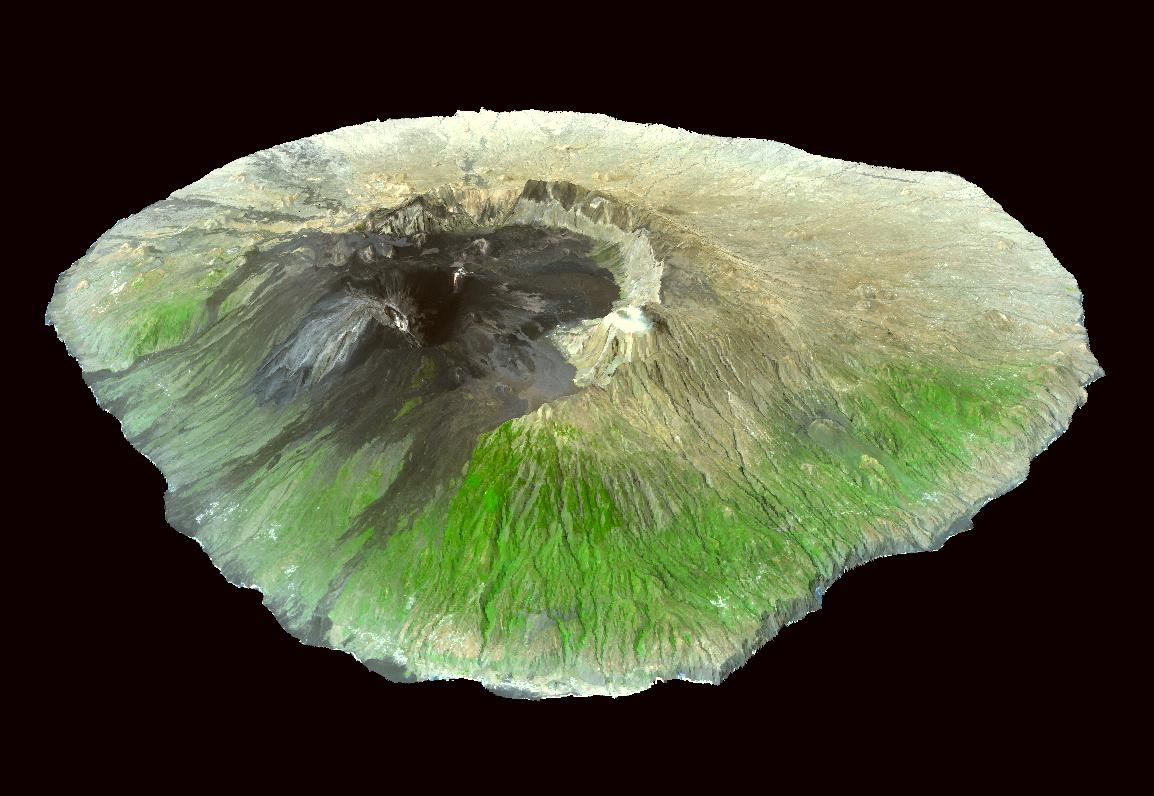
Image tridimensionnelle montrant la caldeira de Chã das Caldeiras avec le Pico do Fogo
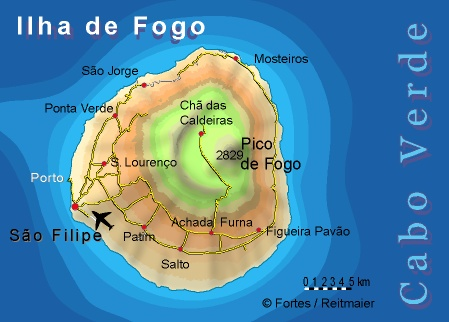
L'île de Fogo et la Chã das Caldeiras
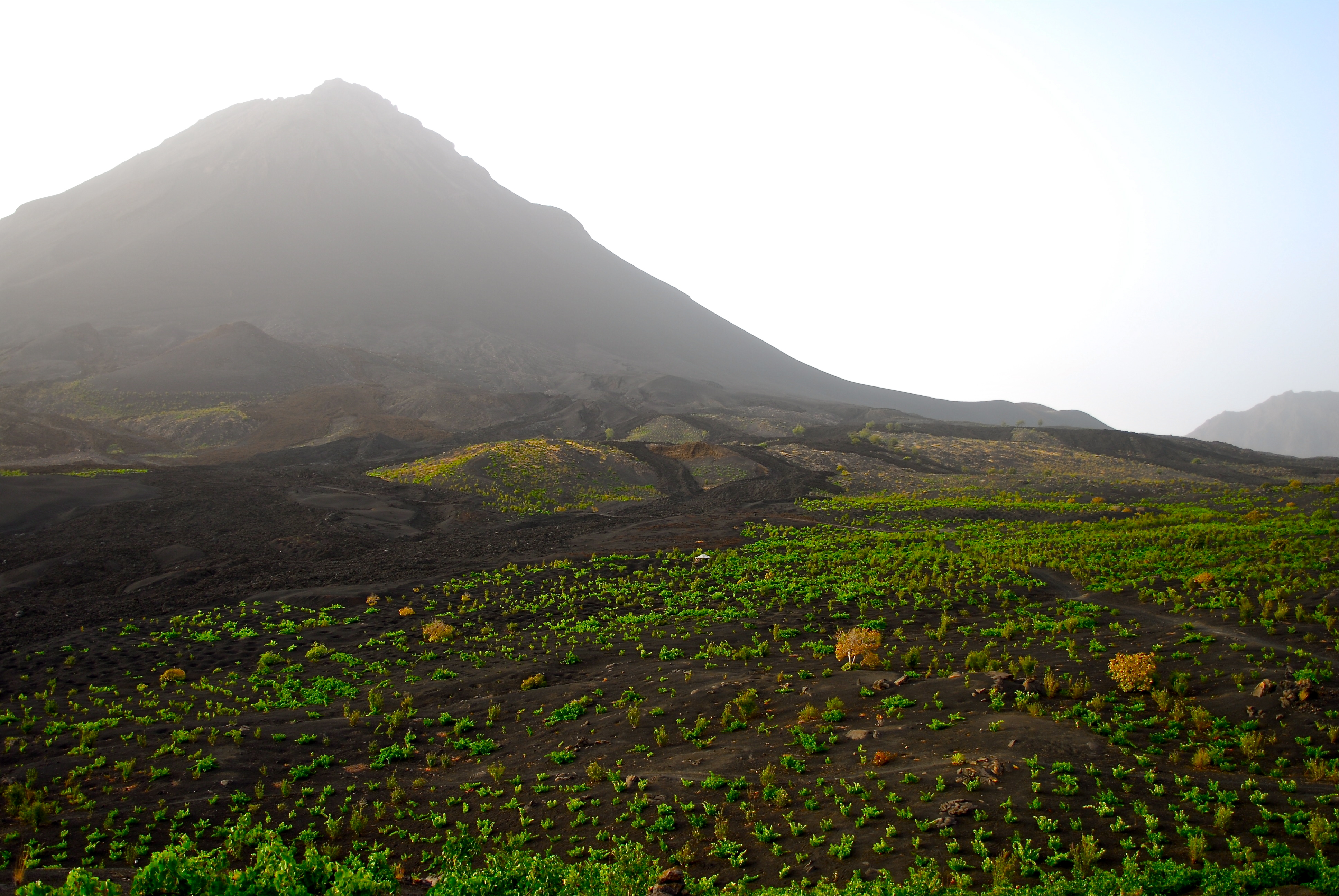
Vignoble dans la caldeira

### Géologie
Le vignoble est implanté sur un sol composé de laves récentes. La structure du volcan s'est constituée de l'accumulation de coulées de lave, de tephras et/ou de pyroclastites au cours de ses différents stades éruptifs. Sa forme conique est due à sa lave pâteuse qui s'écoule difficilement, les retombées de cendres et de scories se faisant préférentiellement près de la cheminée volcanique et des dépôts laissés par les coulées pyroclastiques partant de son sommet.

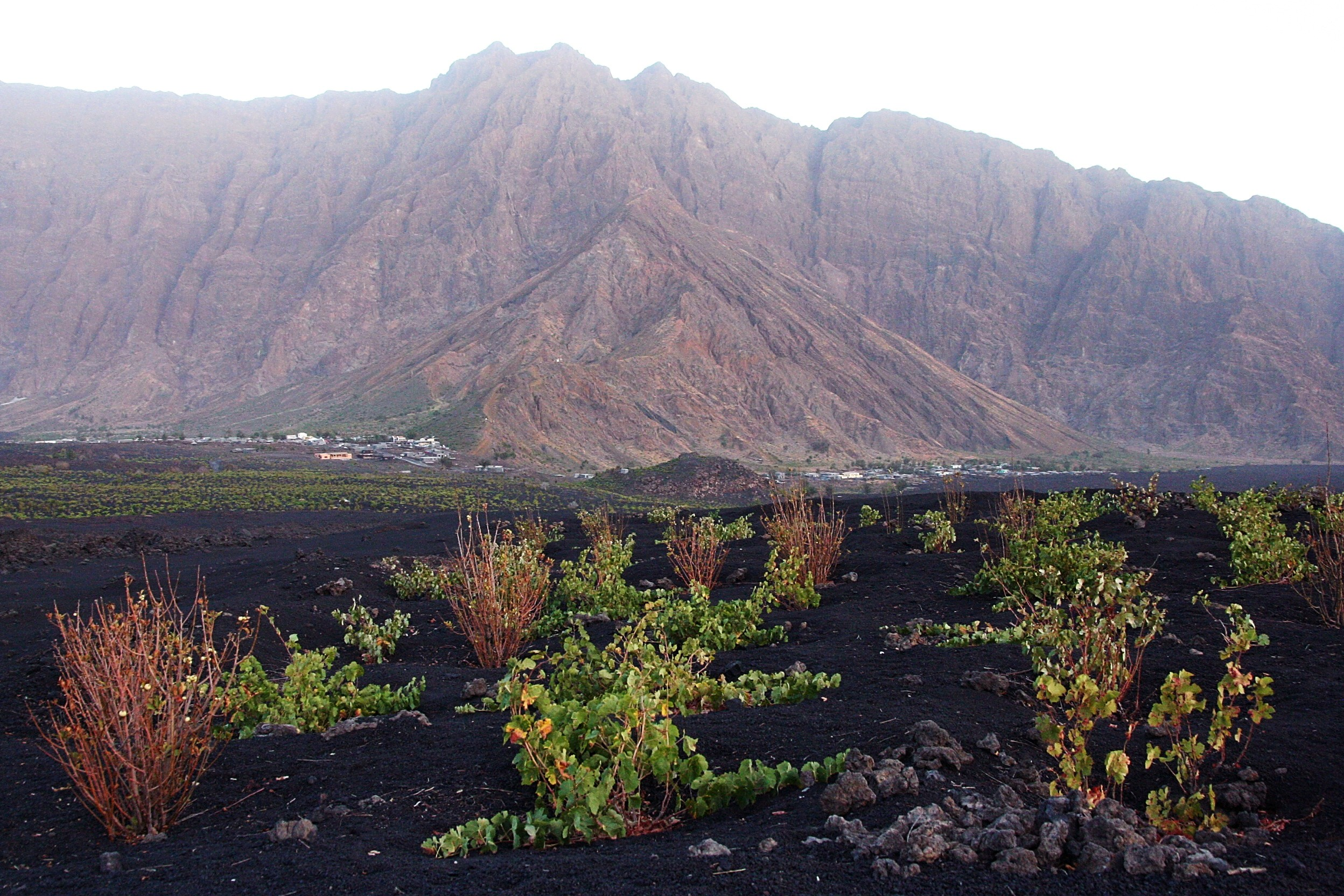
Vignes sur laves volcaniques
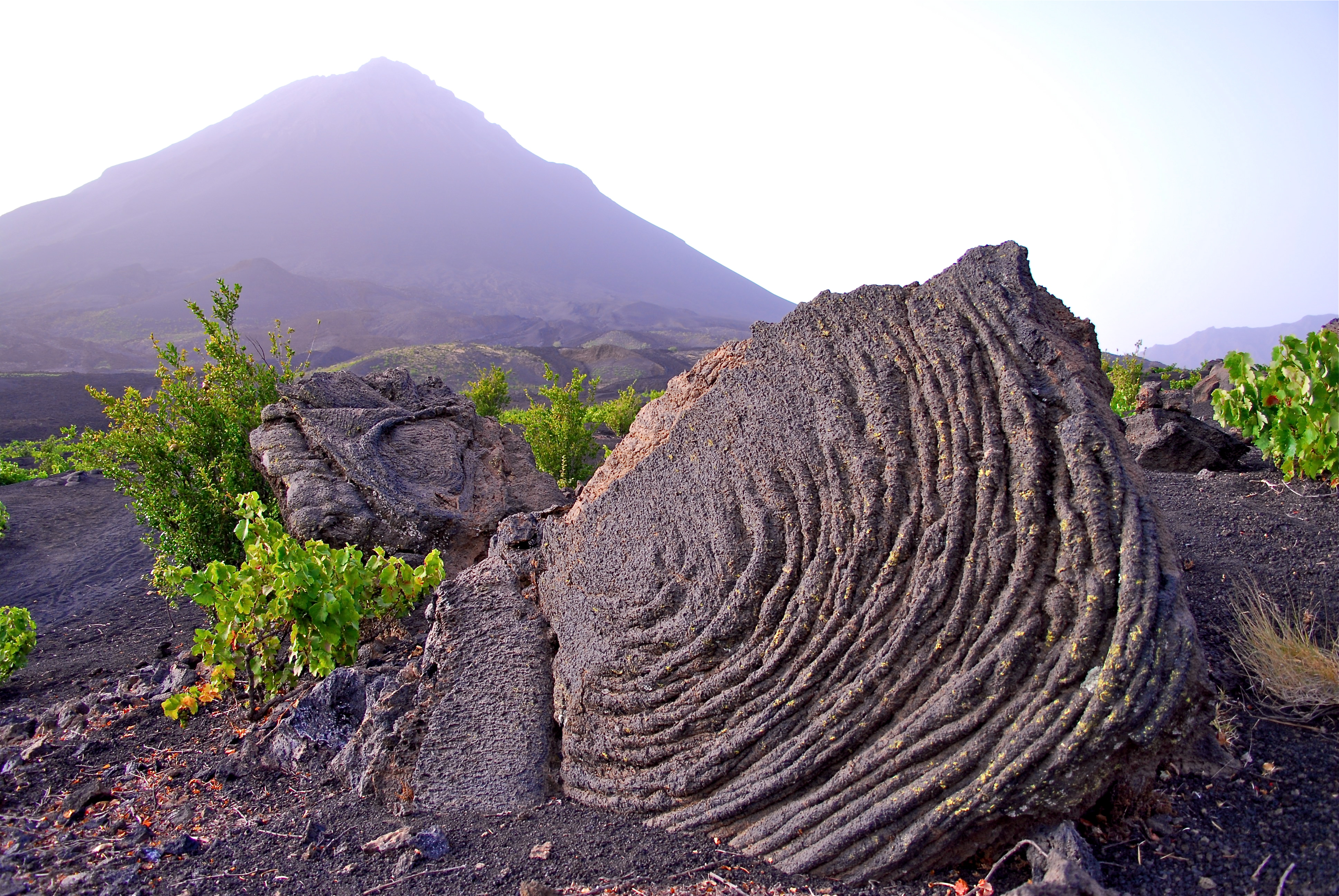
Vignes au milieu des laves
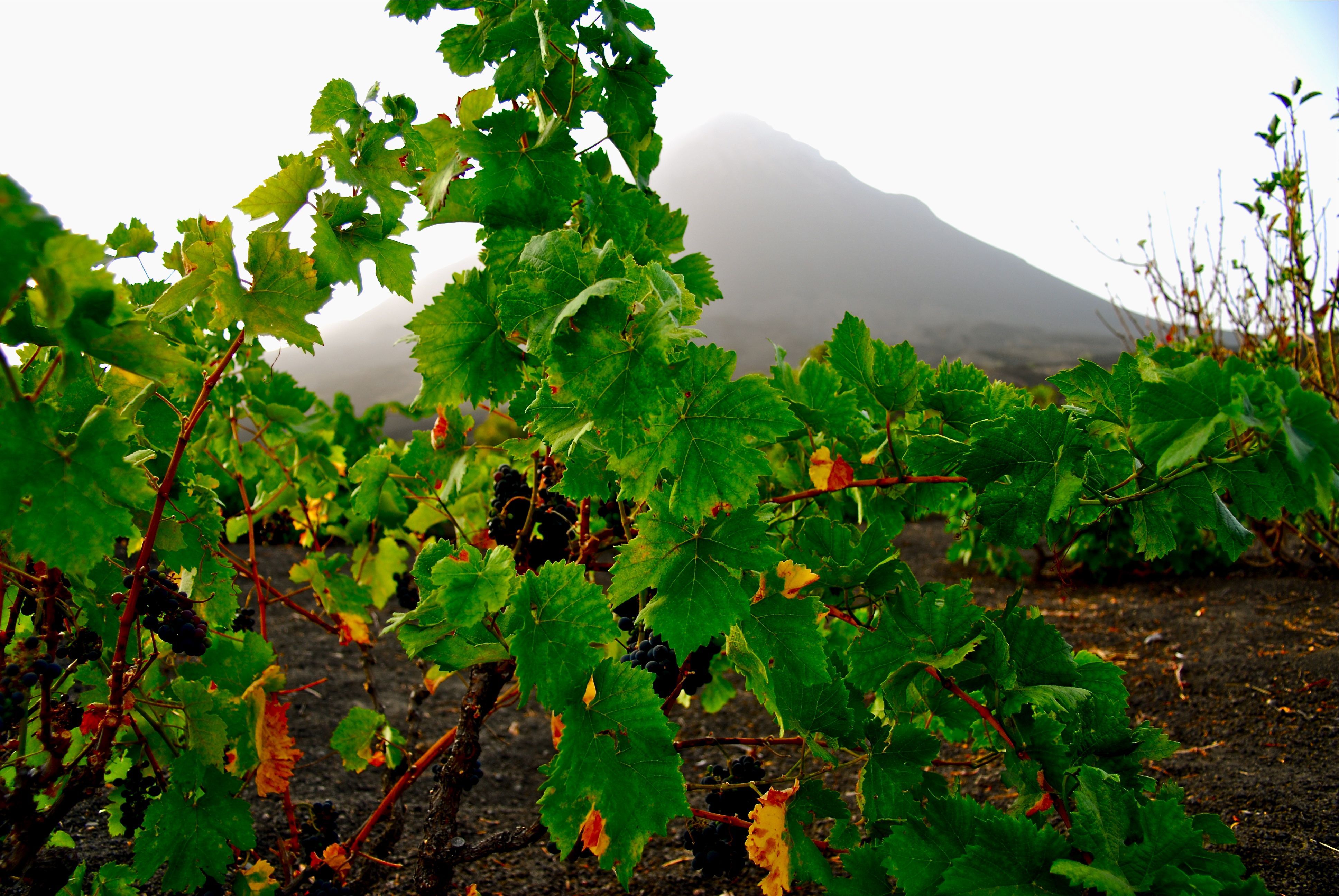
Vignes poussant dans les laves

### Climat
Fogo est la plus chaude des îles du Cap-Vert. Les journées sont généralement chaudes et sèches, les nuits fraîches et humides. La température maximale se situe entre 28 °C en janvier et 32 °C en septembre, la température minimale entre 20 °C en janvier et 25 °C en août. Le vent souffle du nord-est avec une vitesse de 5-10 m/s de décembre à mai et de 3-8 m/s pendant le reste de l'année. La saison des pluies se situe entre août et octobre.

## Vignoble

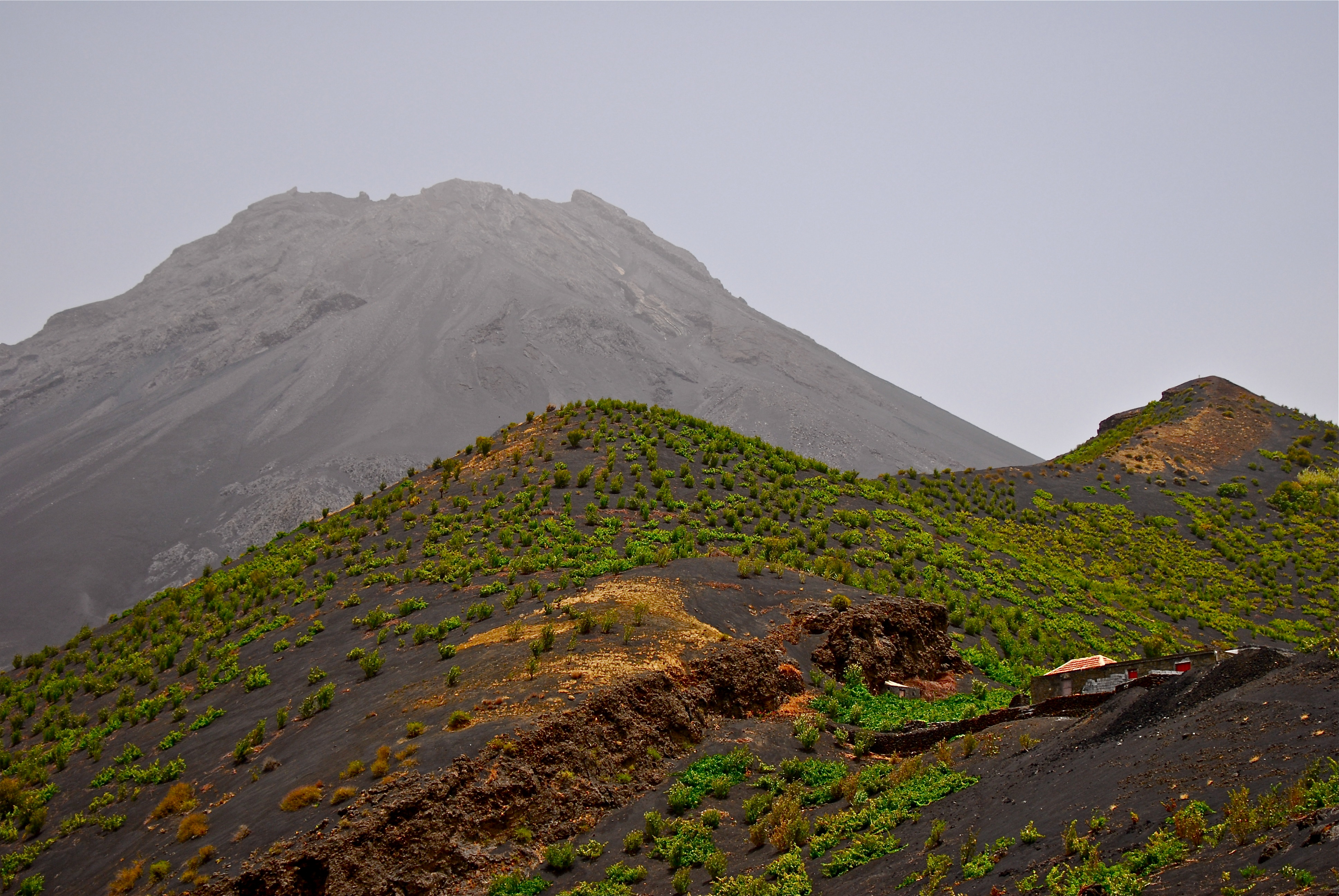
Exploitation viticole

### Présentation
Le vignoble de la Chã das Caldeiras s'étend sur les communes d'Achada Grande, Relva, Monte Lorna, Montinho, Bangaeira, Portela, Fernão Gomes, Forno, Pé de Pico, Penedo Rachado, Ilhéu de Losna et Cova Tina.

### Encépagement
Les cépages utilisés sont le muscat blanc et le preta tradicional (noir traditionnel), provenant de Setúbal.

### Méthodes culturales et réglementaires
Le vignoble, situé sur les pentes du volcan, s'étage entre 1 500 et 2 000 mètres d'altitude. Ce sol volcanique ne nécessite pas d'engrais chimiques et le microclimat (maritime et d'altitude), favorisant l'humidité, fait que les vignes n'ont pas besoin d'être irriguées en dépit de la latitude.
Depuis 1998, grâce à l'action conjointe des gouvernements de l'Italie et du Cap-Vert, et l'assistance technique de la COSPE (Coopération pour le développement des pays émergents), une ONG italienne, une cave de vinification moderne a été installée pour Associação dos Agricultores de Chã et a commencé à produire un vin, le vinho de Foco, Chã, pouvant postuler à l'appellation d'origine.

### Vinification et élevage

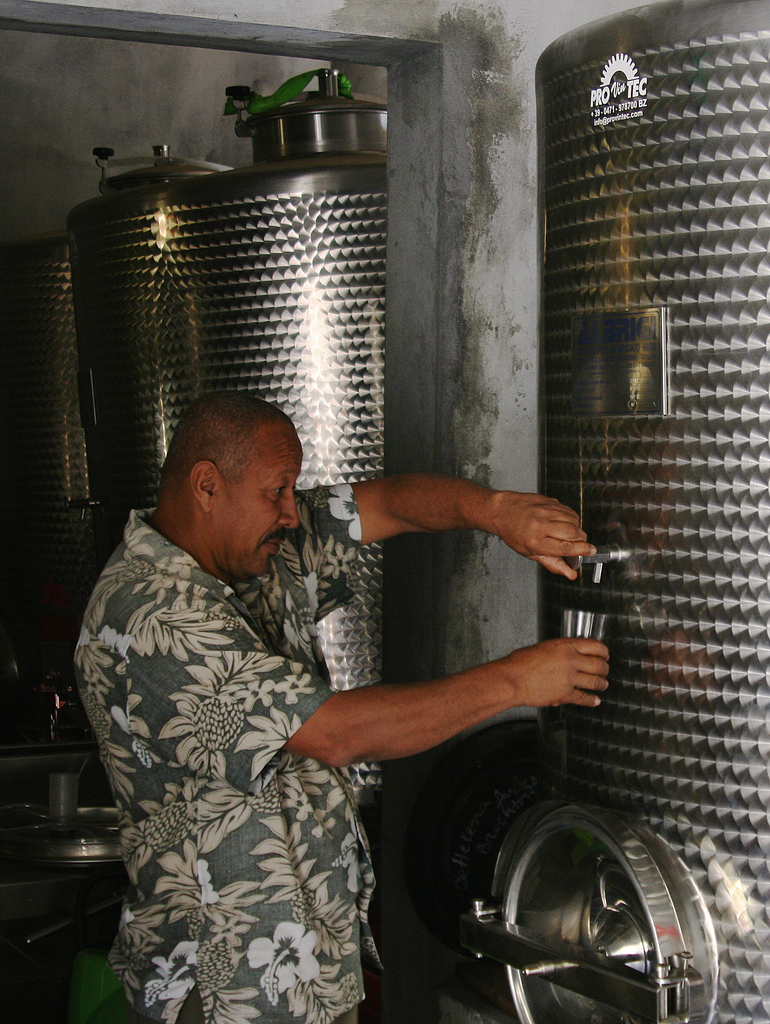
Eduino Lopez, le plus grand propriétaire de vignobles de l'île

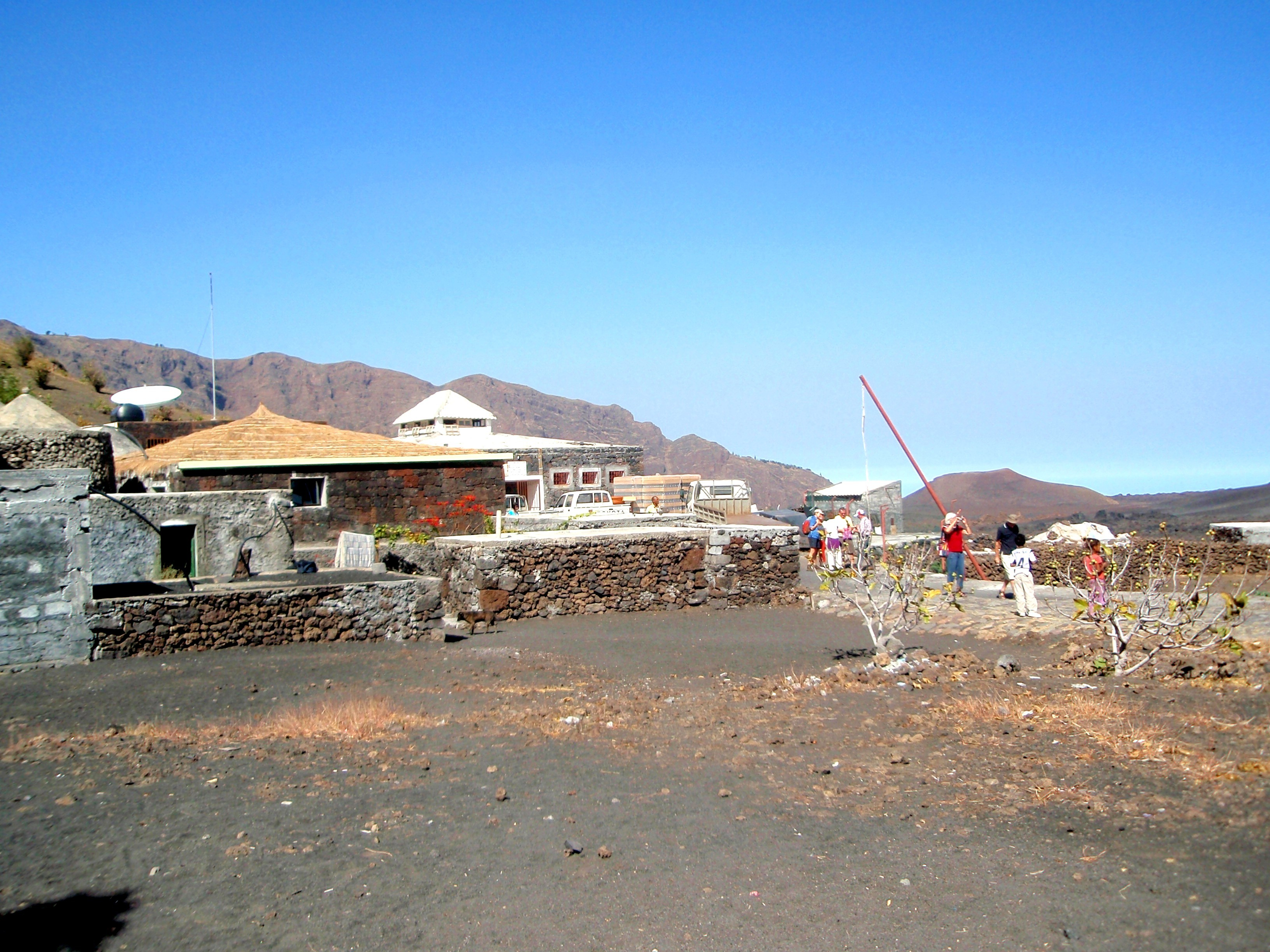
Coopérative vinicole Agro-Coop de l'Associação dos Agricultores de Chã à Portela

Les vins du Chã das Caldeiras titrent naturellement 14°. Compte tenu de la présence proche de l'équateur, le processus de vinification demande une grande attention tant au niveau des conditions d'hygiène de la cave et de celle de l'appareillage.
Foulage ou pressurage sont effectués rapidement pour éviter toute contamination microbienne. Le moût est ensuite mis à fermenter en fûts dans la cave où la température reste fraîche même pendant les jours les plus chauds. Puis, le vin est fermenté pour une deuxième fois pour éliminer les bactéries restantes et réduire son acidité. Après la seconde fermentation, le vin est filtré et mis en barrique. Les vins blancs et rosés sont immédiatement filtrés après la première fermentation pour maintenir la fraîcheur et pour éviter la multiplication des bactéries. Ils restent en barrique jusqu'à l'embouteillage.

### Terroir et vins
Le terroir viticole, tant au point de vue climat et sol, est idéal pour la viticulture. La vigne ne subit pas de stress hydrique grâce à une pluie suffisante pour entretenir l'humidité dans les sols volcaniques de la caldeira.

### Structure des exploitations
Le vignoble couvre une superficie de 120 hectares. Plus de la moitié du vignoble de l'île de Fogo appartient à un seul propriétaire qui est président de l'Agro-Coop, coopérative de l'Associação dos Agricultores de Chã.

### Type de vins et gastronomie
Les vins rouges sont corsés et riches en couleurs. Le vin rouge a une couleur foncée avec des nuances de violet. Les arômes dégagent des notes de petits fruits noirs comme le cassis ou la mûre. Cette sensation est enrichie avec des nuances de poivre et de noix de muscade. Ce vin corsé, se doit d'être servi à température ambiante (20 °C). Les tanins arrondis lui permettent d'être apprécié quand il est encore jeune. Le rouge est parfait, seul ou pour accompagner une viande de goût fort.

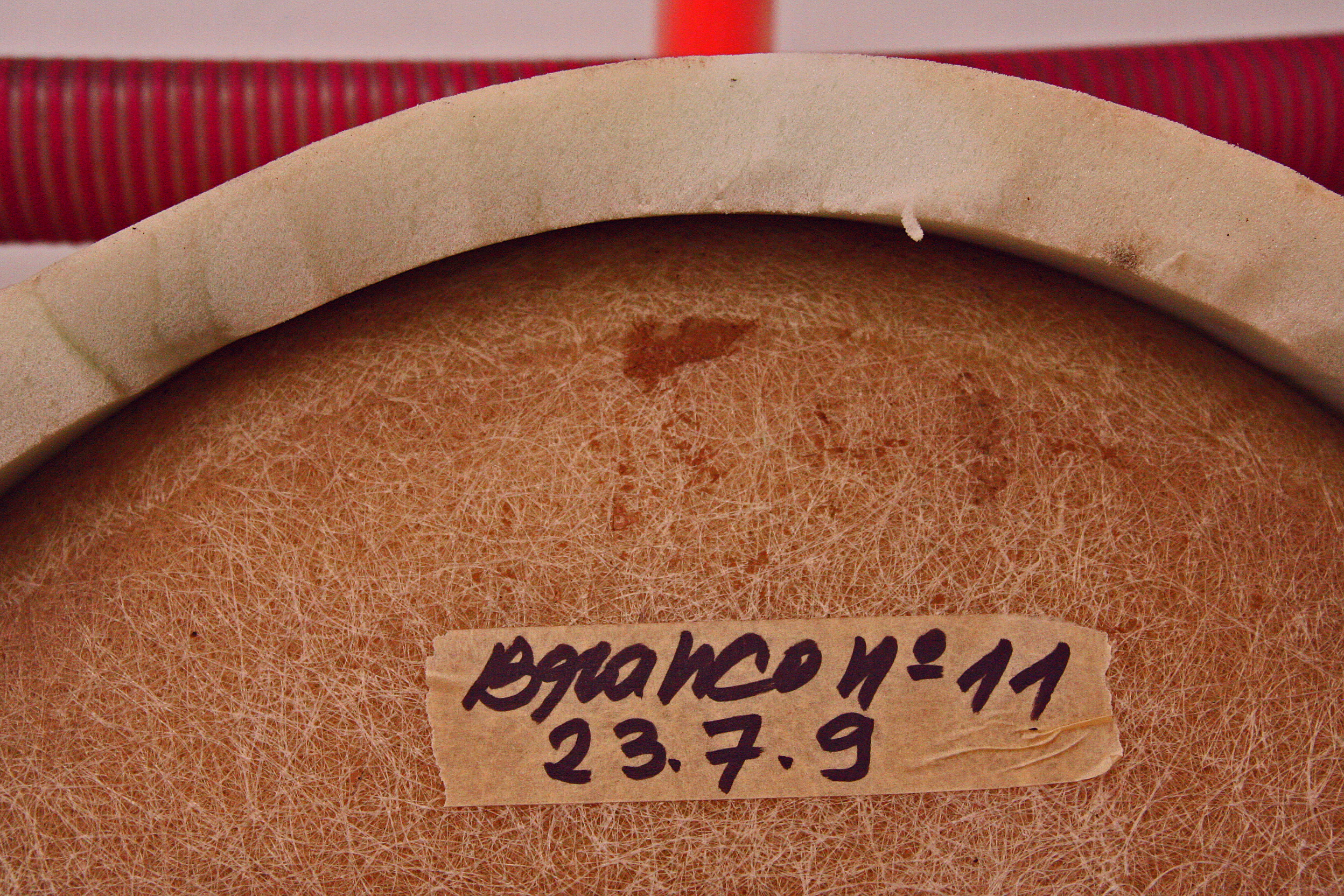
Vinho branco fermentant en barrique neuve.

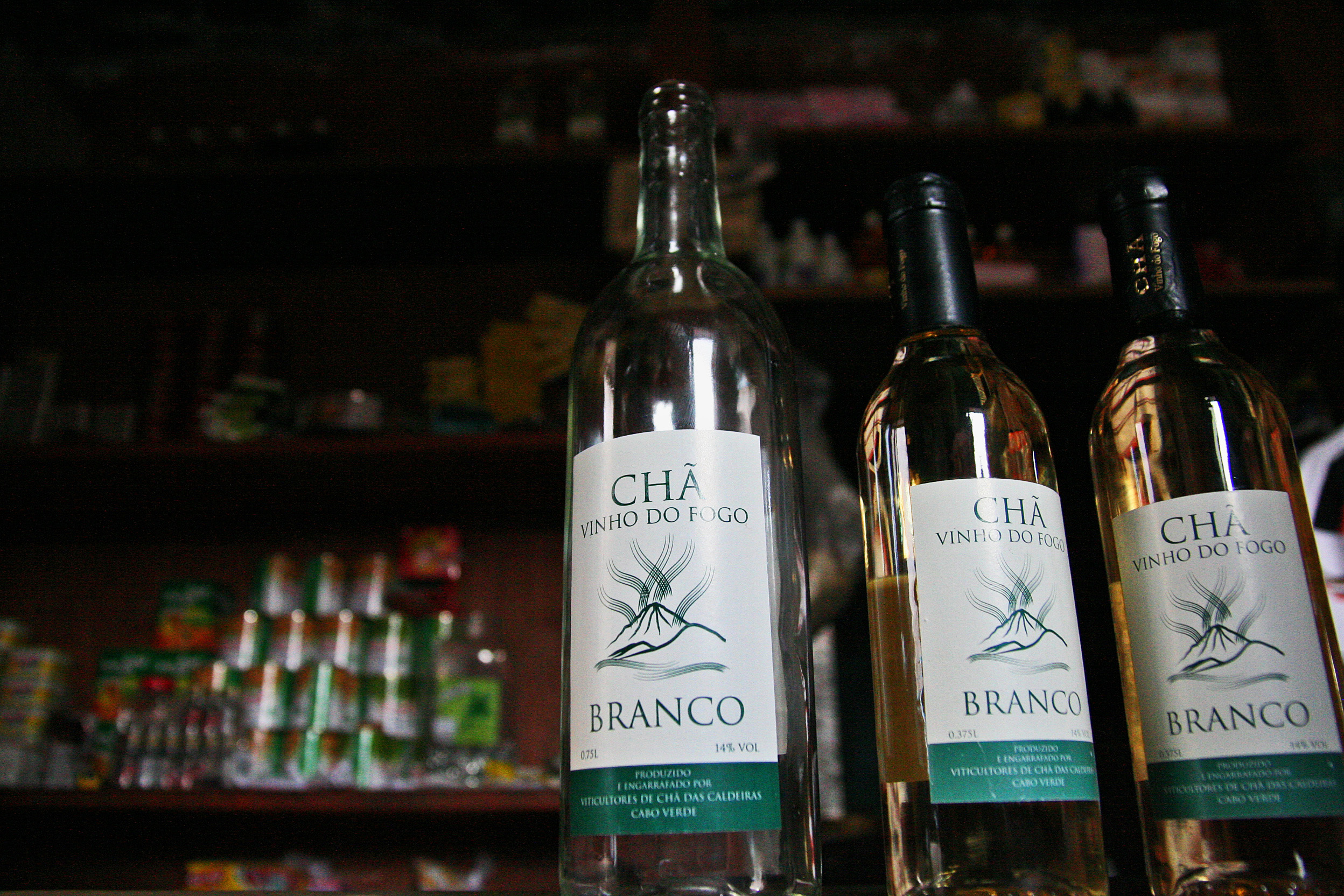
Bouteilles de Chã branco label rouge.

Le vin blanc, élaboré à partir de raisins muscat locaux, possède une robe limpide aux reflets dorées. De goût frais, il dégage des arômes d'agrumes comme le pamplemousse. Sa teneur en sucre résiduel le fait apprécier avec des amuse-gueules, des poissons, crustacés, viandes blanches et fromages de chèvre du pays. Ce vin élégant est servi à une température de 10 °C et peut être conservé entre 2 et 3 ans.
Le vin rosé possède une robe couleur rose élégante et possède des arômes de petits fruits rouges comme les groseilles et les fraises. Très frais en bouche, il se déguste seul ou avec des repas légers, à la température de 10 °C. Il peut vieillir jusqu'à trois ans.
Nouveau, le vin de paille, dit passito, est élaboré avec la même variété de raisin muscat que le blanc. Ils sont d'abord séchés au soleil, après quoi ces raisins passerillés sont vinifiés. Il possède une robe ambre foncé et est légèrement plus sirupeux que le blanc, le rouge et le rosé. Son agréable acidité équilibre sa douceur. Il dégage des arômes de figues, de fruits secs, de raisins secs, de pruneaux et de dattes. Ce vin de paille est idéal, servi entre 12 et 14 °C, soit comme digestif ou vin de dessert.

### Production et commercialisation

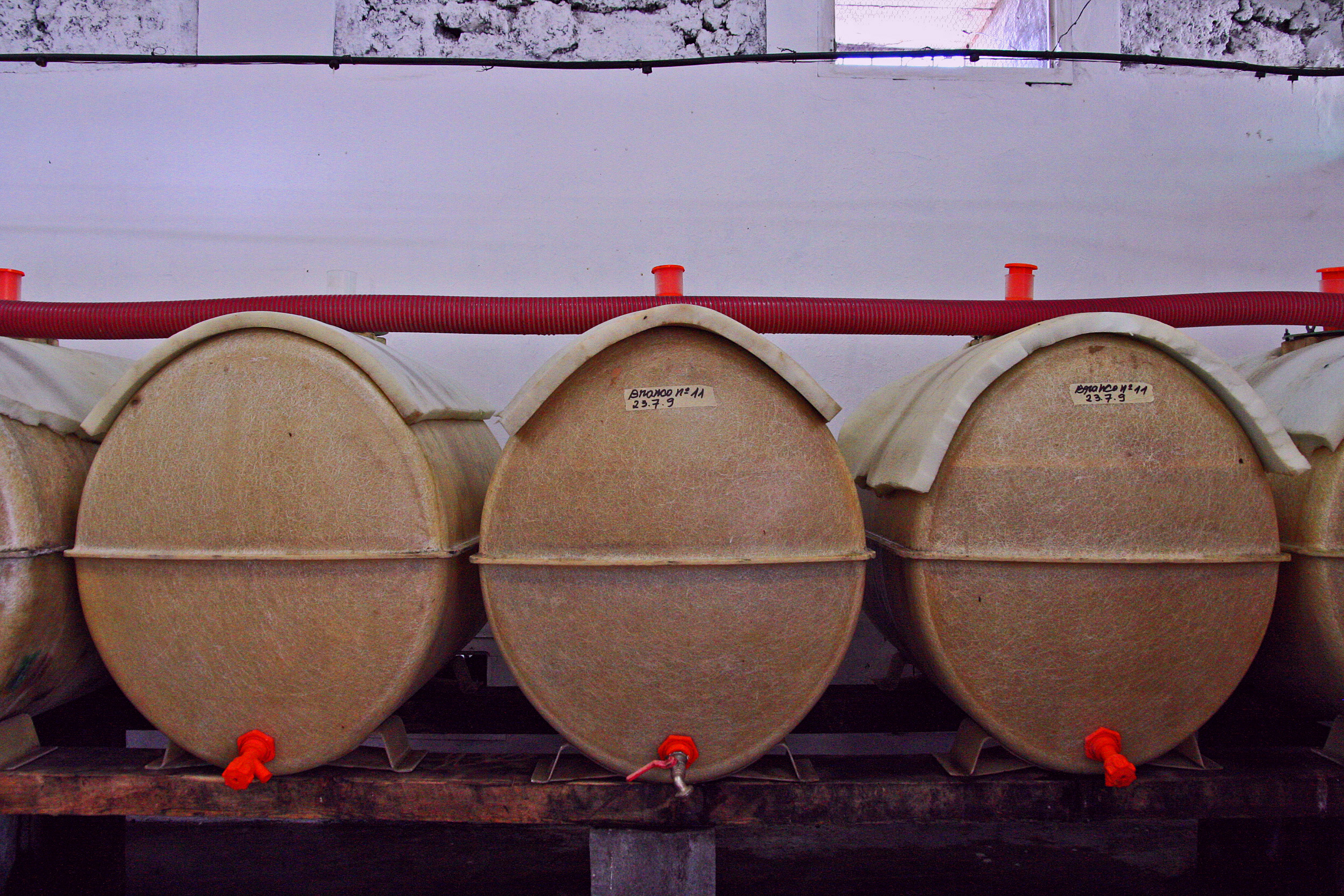
Barriques dans une cave de la Chã das Caldeiras

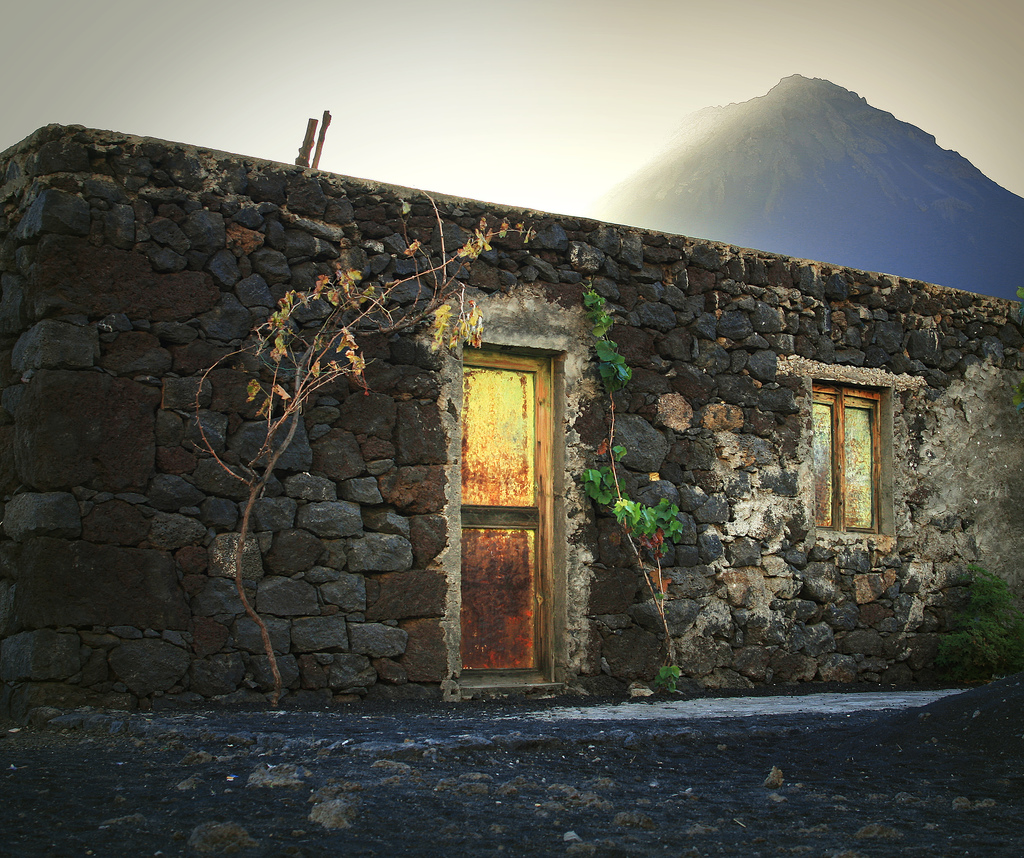
Treille pour Manecon sur la façade d'un cabanon

En 2006, l'Associação dos Agricultores de Chã avec 100 000 kg de raisin a produit 40 000 caisses de vin (12 bouteilles chacune), en 2008, la vendange était de 72 000 kg de raisins, ce qui correspond à 55 000 bouteilles de 0,75 litres, avec, à terme, un objectif de 100 000 litres de vin.
La demande est telle que les rouges n'ont pas encore été vieilli pendant un temps considérable. La majorité est consommée dans l'année de production. Tous les vins sont principalement consommés ou vendus localement.
Le plus populaire des vins de l'île est un vin demi-doux ou sec, vinifié à la maison. Il est appelé « Manecom ». La plupart des ménages en font soit pour vendre, soit pour leur consommation personnelle. Il peut être rouge ou blanc, sec ou doux, mais la variété rouge sucré est de loin le plus appréciée. Il tire son nom du légendaire Manuel, considéré comme la première personne à avoir vécu dans la Chã das Caldeiras, en compagnie de son chien. La tradition veut que l'homme et l'animal se soient pris de dilection pour leur vin rouge. De nouveaux arrivants, ayant vu le couple en constant état d'ébriété, baptisa leur breuvage du nom de Manecom.

### Vins Vinha Maria Chaves

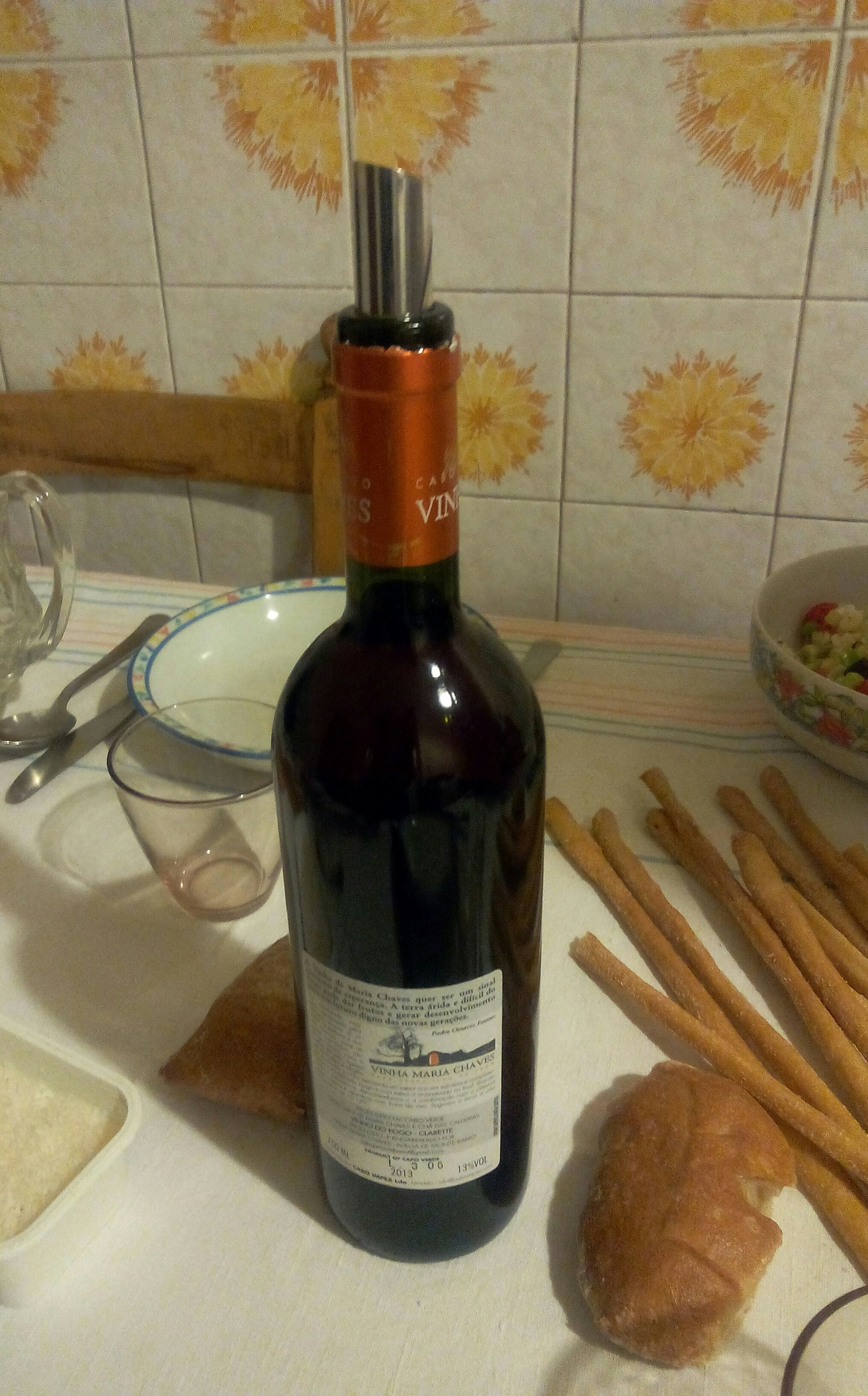
Vinho de Fogo rosé 2013

Nouveau depuis 2012 est la récolte des raisins et la production des vins « Vinha Maria Chaves », un nouveau vignoble créé au cours des dernières 10 années. Le vignoble a une superficie d'environ 25 hectares et se trouve juste en dessous du cratère. À côté, il y a la nouvelle cave « Adega de Monte Barro », pour la vinification, le vieillissement et la mise en bouteille des vins. 4 qualités de vins sont produites : santaLuzia (blanc), sanVicente (rosé), sanTiago (rouge) et sanFilipe (rouge). Ces vins sont produits avec des raisins de la propre vigne et des raisins de Chã das Caldeiras. Ces vins seront principalement exportés. Pendant les festivités du 30 avril 2013, le « Adega de Monte Barro » a été inauguré et les nouveaux vins ont été présentés au Président, le Premier ministre et d'autres fonctionnaires du Cap-Vert.